# 1802 في المملكة المتحدة
فيما يلي قوائم الأحداث التي وقعت خلال عام 1802 في المملكة المتحدة.

## سياسة

### تعيين في المنصب
- 1 يناير – تشارلز سميث نائب في البرلمان [الإنجليزية]‏.
- 1 يناير – سبنسر برسيفال النائب العام لإنجلترا وويلز [الإنجليزية]‏.

### انتهاء فترة المنصب
- 1 يناير – سبنسر برسيفال النائب العام لإنجلترا وويلز [الإنجليزية]‏.

## مواليد

### يناير
- 1 يناير – صموئيل هاريسون سياسي كندي.

### فبراير
- 6 فبراير – تشارلز ويتستون فيزيائي بريطاني.

### أكتوبر
- 10 أكتوبر – هيو ميلر

### نوفمبر
- 8 نوفمبر – بنجامين هول سياسي بريطاني.

### ديسمبر
- 4 ديسمبر – ريتشارد لوي

## وفيات

### أبريل
- 18 أبريل – إراسموس داروين (مواليد 1731)